# Cal Nadal (Bellveí)
Cal Nadal és una casa de Bellveí, al municipi de Torrefeta i Florejacs (Segarra), inclosa a l'Inventari del Patrimoni Arquitectònic de Catalunya.

## Descripció
Edifici modernista de quatre plantes, construït en pedra i arrebossat. Actualment es troba tot pintat de color blanc amb color grana en les motllures. A la planta baixa hi ha una portada rectangular amb motllura de pedra llisa, damunt la qual trobem un plafó amb les inicials "RM- JO" i la data "1919". A la primera planta hi ha dues finestres amb ampit i motllura, una d'elles és quadrangular i l'altra rectangular amb una barana de forja. Al segon pis, sustentat per tres mènsules, hi ha un balcó corregut amb barana de forja i dues portes balconeres amb motllura. L'última planta consta de dos balcons de forja amb dues portes balconeres amb motllura, sustentats també per dues mènsules cadascun. L'edifici es troba coronat per una cornisa dentada decorada amb set daus i pintada de color grana, igual que la resta de mènsules i motllures de la façana.